# 루이스 그네코

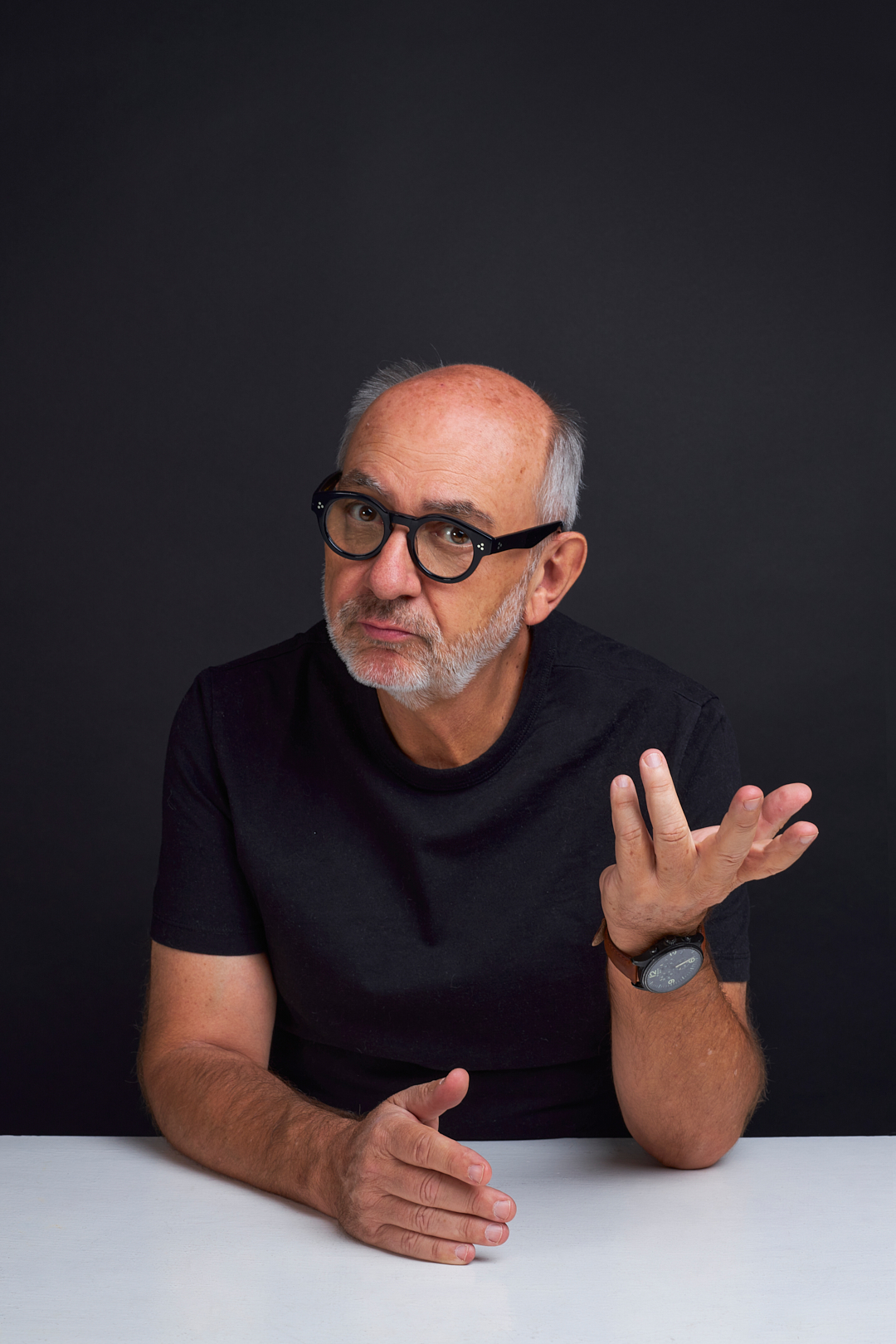

루이스 그네코(Luis Gnecco, 1962년 12월 12일 ~ )는 칠레의 배우, 텔레비전 배우이다.
산티아고에서 태어났다.

## 영화
- 엔젤 (2018년) - 헥토르 역
- 판타스틱 우먼 (2017년) - 가보 역
- 헛소동 (2016년)
- 네루다 (2016년) - 파블로 네루다 역
- 카라디마 포레스트 (2015년)
- 퍼스트 라이트 (2015년)
- 스트레인저(영어판) (2014년)
- 오피스 트립 (2012년)